# Coppa delle nazioni del Golfo 2009
La Coppa delle Nazioni del Golfo 2009, 19ª edizione del torneo, si è svolta in Oman dal 4 al 17 gennaio 2009. È stata vinta dall'Oman.

## Squadre partecipanti
- Oman (ospitante)
- Emirati Arabi Uniti (detentori)
- Bahrein
- Iraq
- Kuwait
- Qatar
- Arabia Saudita
- Yemen

## Sorteggio
- Il sorteggio si è svolto il 29 ottobre 2008.
- Le otto squadre sono state divise in due gruppi. L'Oman (ospitante) è stata inserita nel gruppo A, gli Emirati Arabi Uniti (detentori) nel gruppo B, mentre il resto delle squadre sono state inserite in un'urna organizzata tenendo conto del Ranking mondiale FIFA dell'ottobre 2008.
- L'Oman disputa la partita inaugurale al complesso sportivo del Sultano Qabus.

| Urna | Squadra                         | Ranking FIFA |
| A    | Oman (ospitante)                | 96           |
| A    | Emirati Arabi Uniti (detentori) | 110          |
| B    | Arabia Saudita                  | 51           |
| B    | Bahrein                         | 72           |
| C    | Iraq                            | 77           |
| C    | Qatar                           | 78           |
| D    | Kuwait                          | 124          |
| D    | Yemen                           | 148          |

## Fase a gruppi

### Gruppo A
| Squadra | G | V | N | P | RF | RS | DR | Pt |
| ------- | - | - | - | - | -- | -- | -- | -- |
| Oman    | 3 | 2 | 1 | 0 | 6  | 0  | +6 | 7  |
| Kuwait  | 3 | 1 | 2 | 0 | 2  | 1  | +1 | 5  |
| Bahrein | 3 | 1 | 0 | 2 | 3  | 4  | -1 | 3  |
| Iraq    | 3 | 0 | 1 | 2 | 2  | 8  | -6 | 1  |

| Mascate 4 gennaio 2009 | Oman | 0 – 0 | Kuwait | Complesso sportivo del Sultano Qabus |

| Mascate 4 gennaio 2009                                                                                            | Bahrein   | 3 – 1                   | Iraq | Complesso sportivo del Sultano Qabus |
| \| \| \| \| \| Abdullah Omar 28’ Sayed Adnan 69’ (PK) Al-Dakheel 90+2’ \| Marcatori \| 81’ (PK) Younis Mahmoud \| |           |                         |      |                                      |
| |           |                         |      |                                      |
| Abdullah Omar 28’ Sayed Adnan 69’ (PK) Al-Dakheel 90+2’                                                           | Marcatori | 81’ (PK) Younis Mahmoud |      |                                      |

| Mascate 7 gennaio 2009                                                           | Iraq      | 0 – 4                                          | Oman | Complesso sportivo del Sultano Qabus |
| \| \| \| \| \| \| Marcatori \| 23’, 65’, 79’ Hassan Rabia 50’ Emad Al Hosseni \| |           |                                                |      |                                      |
|                                                                                  |           |                                                |      |                                      |
|                                                                                  | Marcatori | 23’, 65’, 79’ Hassan Rabia 50’ Emad Al Hosseni |      |                                      |

| Mascate 7 gennaio 2009                            | Bahrein   | 0 – 1           | Kuwait | Complesso sportivo del Sultano Qabus |
| \| \| \| \| \| \| Marcatori \| 28’ Musaed Neda \| |           |                 |        |                                      |
|                                                   |           |                 |        |                                      |
|                                                   | Marcatori | 28’ Musaed Neda |        |                                      |

| Mascate 10 gennaio 2009                                                 | Oman      | 2 – 0 | Bahrein | Complesso sportivo del Sultano Qabus |
| \| \| \| \| \| Badar Al-Maimani 14’ Fawzi Bashir 71’ \| Marcatori \| \| |           |       |         |                                      |
|                                                                         |           |       |         |                                      |
| Badar Al-Maimani 14’ Fawzi Bashir 71’                                   | Marcatori |       |         |                                      |

| Wattaya 10 gennaio 2009                                                  | Iraq      | 1 – 1             | Kuwait | Stadio della Polizia Reale dell'Oman |
| \| \| \| \| \| Alaa Abdul-Zahra 66’ \| Marcatori \| 37’ Khaled Khalaf \| |           |                   |        |                                      |
|                                                                          |           |                   |        |                                      |
| Alaa Abdul-Zahra 66’                                                     | Marcatori | 37’ Khaled Khalaf |        |                                      |

### Gruppo B
| Squadra             | G | V | N | P | RF | RS | DR | Pt |
| ------------------- | - | - | - | - | -- | -- | -- | -- |
| Arabia Saudita      | 3 | 2 | 1 | 0 | 9  | 0  | +9 | 7  |
| Qatar               | 3 | 1 | 2 | 0 | 2  | 1  | +1 | 5  |
| Emirati Arabi Uniti | 3 | 1 | 1 | 1 | 3  | 4  | -1 | 4  |
| Yemen               | 3 | 0 | 0 | 3 | 2  | 11 | -9 | 0  |

| Wattayah 5 gennaio 2009 | Emirati Arabi Uniti | 3 – 1             | Yemen | Stadio della Polizia Reale dell'Oman |
| \| \| \| \| \| Mohammed Omar Ahmed 6’ (rig.) Ismail Al Hamadi 14’ Mohamed Al Shehhi 67’ \| Marcatori \| 90+1’ Ali Al Nono \| |                     |                   |       |                                      |
| |                     |                   |       |                                      |
| Mohammed Omar Ahmed 6’ (rig.) Ismail Al Hamadi 14’ Mohamed Al Shehhi 67’                                                     | Marcatori           | 90+1’ Ali Al Nono |       |                                      |

| Wattayah 5 gennaio 2009 | Arabia Saudita | 0 – 0 | Qatar | Stadio della Polizia Reale dell'Oman |

| Wattayah 8 gennaio 2009 | Qatar | 0 – 0 | Emirati Arabi Uniti | Stadio della Polizia Reale dell'Oman |

| Wattayah 8 gennaio 2009 | Arabia Saudita | 6 – 0 | Yemen | Stadio della Polizia Reale dell'Oman |
| \| \| \| \| \| Yasser Al-Qahtani 4’ Malek Mouath 11’, 83’ Abdalleh Shheel 18’ Ahmed Otaif 19’ Ahmed Al-Mousa 36’ \| Marcatori \| \| |                |       |       |                                      |
| |                |       |       |                                      |
| Yasser Al-Qahtani 4’ Malek Mouath 11’, 83’ Abdalleh Shheel 18’ Ahmed Otaif 19’ Ahmed Al-Mousa 36’                                   | Marcatori      |       |       |                                      |

| Wattayah 11 gennaio 2009                                                             | Qatar     | 2 – 1           | Yemen | Stadio della Polizia Reale dell'Oman |
| \| \| \| \| \| Musa Haroon 13’ Majdi Siddiq 90+8’ \| Marcatori \| 31’ Ali Al Nono \| |           |                 |       |                                      |
|                                                                                      |           |                 |       |                                      |
| Musa Haroon 13’ Majdi Siddiq 90+8’                                                   | Marcatori | 31’ Ali Al Nono |       |                                      |

| Mascate 11 gennaio 2009                                                                          | Emirati Arabi Uniti | 0 – 3                                                          | Arabia Saudita | Complesso sportivo del Sultano Qabus |
| \| \| \| \| \| \| Marcatori \| 58’ Yasser Al-Qahtani 70’ Abdullah Al-Zori 72’ Ahmed Al-Fraidi \| |                     |                                                                |                |                                      |
|                                                                                                  |                     |                                                                |                |                                      |
|                                                                                                  | Marcatori           | 58’ Yasser Al-Qahtani 70’ Abdullah Al-Zori 72’ Ahmed Al-Fraidi |                |                                      |

## Semifinali
| Mascate 14 gennaio 2009 18:00 UTC+4                | Oman      | 1 – 0 | Qatar | Complesso sportivo del Sultano Qabus |
| \| \| \| \| \| Hassan Rabia 18’ \| Marcatori \| \| |           |       |       |                                      |
|                                                    |           |       |       |                                      |
| Hassan Rabia 18’                                   | Marcatori |       |       |                                      |

| Mascate 14 gennaio 2009, ore 21:00 UTC+4              | Kuwait    | 0 – 1               | Arabia Saudita | Complesso sportivo del Sultano Qabus |
| \| \| \| \| \| \| Marcatori \| 63’ Ahmed Al-Fraidi \| |           |                     |                |                                      |
|                                                       |           |                     |                |                                      |
|                                                       | Marcatori | 63’ Ahmed Al-Fraidi |                |                                      |

## Finale
| Mascate 17 gennaio 2009, ore 18:00 UTC+4 | Oman                 | 0 – 0                                                                                | Arabia Saudita | Complesso sportivo del Sultano Qabus |
| \| \| \| \| \| Khalifa Ayil Ismail Al-Ajmi Hassan Mudhafar Hashim Saleh Fawzi Bashir Mohamed Rabia \| Tiri di rigore 6 – 5 \| Yasser Al-Qahtani Saud Kariri Redha Tukar Ahmed Otaif Osama Hawsawi Taisir Al-Jassim \| |                      |                                                                                      |                |                                      |
| |                      |                                                                                      |                |                                      |
| Khalifa Ayil Ismail Al-Ajmi Hassan Mudhafar Hashim Saleh Fawzi Bashir Mohamed Rabia | Tiri di rigore 6 – 5 | Yasser Al-Qahtani Saud Kariri Redha Tukar Ahmed Otaif Osama Hawsawi Taisir Al-Jassim |                |                                      |

## Marcatori
4 gol
- Hassan Rabia

2 gol
- Malek Mouath
- Yasser Al-Qahtani
- Ahmed Al-Fraidi
- Ali Al Nono

1 gol
- Abdullah Al Dakheel
- Abdullah Omar
- Sayed Mohamed Adnan
- Alaa Abdul-Zahra
- Younis Mahmoud
- Abdullah Al-Zori
- Abdullah Sheheel
- Ahmed Al-Mousa
- Ahmed Otaif
- Khaled Khalaf
- Musaed Neda
- Badar Al-Maimani
- Emad Al-Hosseni
- Fawzi Bashir
- Majdi Siddiq
- Musa Haroon
- Mohammed Omar Ahmed
- Ismail Al Hamadi
- Mohamed Al Shehhi